# Ceridia nigricans
Ceridia nigricans là một loài bướm đêm thuộc họ Sphingidae. Loài này có ở Madagascar.